# 遠鉄百貨店
遠鉄百貨店（えんてつひゃっかてん、英: Entetsu Department Store）は、静岡県浜松市中央区に店舗を置く、遠州鉄道（遠鉄）グループの日本の百貨店である。当項では、運営会社である株式会社遠鉄百貨店についても記述する。

## 会社概要
本館の建物を中貿ビルディングより、新館と別館UP-ONの建物を遠州鉄道より、I・KO・I SQUAREの土地を浜松市より借り受けて遠鉄百貨店を運営する他、浜松SA内の遠鉄マルシェを運営している。

## 店舗概要
開店当初からハイランドグループ（幹事社：髙島屋）に加盟。
1988年（昭和63年）の開業で浜松市内ではもっとも遅くに開業した百貨店であったが、駅やバスターミナルに隣接している（後述）という点で利便性は比較的優位に立ち、1937年（昭和12年）6月1日に開業した地元の老舗松菱が1992年（平成4年）4月26日には約120億円を投資して新館を増設して売場面積を4,705 m2増やして25,271 m2として対抗したものの、1996年（平成8年）には売上高305億円を上げて松菱の234億円や1971年（昭和46年）10月27日に開業した西武百貨店浜松店の117億円・売場面積22,500 m2を大きく上回って浜松の地域一番店になるなど急速に売上を伸ばした。
モータリゼーションの進展に伴う郊外との競争で生じた中心市街地の集客力の衰え、バブル崩壊後の長引く景気の低迷の影響で1992年（平成4年）の745億円をピークに減少に転じた浜松の百貨店市場の縮小を受けて、1994年（平成6年）に丸井浜松店、1997年（平成9年）12月25日に西武百貨店浜松店、2001年（平成13年）11月14日には松菱が自己破産宣告を受けて倒産したなど撤退が相次ぎ、市内で唯一の百貨店となり、1995年（平成7年）に既存の浜松店の後継として出店構想が浮上していた西武百貨店の浜北区平口（当時の浜北市平口）への進出構想や、2007年（平成19年）7月24日に発表された大丸の松菱跡への進出構想などが実現しなかったため、現在も浜松市を含む静岡県西部では唯一の百貨店となっている。
2008年（平成20年）2月期には391.88億円を上げたのをピークにその後はリーマンショック後の消費低迷を受けて2009年（平成21年）2月期には377.59億円、2010年（平成22年）2月期には332.38億円、2011年（平成23年）2月期には324.73億円と売上が低迷しており、先述の大丸の浜松進出に対抗するため浜松市の行政改革の一環で売却された隣接地にあったフォルテを遠鉄グループで取得して建設することになった新館も、当初構想よりも売場を1フロア減らし2011年（平成23年）11月9日に開業した。なお、この新館の開業に伴い、静岡県内最大の売場面積の百貨店となった。
「百貨店の別館は全国的にほとんど成功していない」との危機感から本館と新館の間にあった道路を法律上廃止して地下1階と3 - 6階の各階に幅18メートル長さ22メートルの広場状の連絡通路「イ・コ・イ スクエア」を設置し、階段を利用した滑り台や木製遊具などのある遊び場「チャイルドランド」や一般市民向けギャラリー「ソラモ」、32台の冷蔵ロッカーを含む72台のコインロッカーがあってテーブル付きで飲食できる約100席の休憩スペースとするなど別館方式のデメリットを克服する工夫を凝らし、新館8階の500人収容の多目的ホール「えんてつホール」を設置したほか、百貨店のビルとしては珍しい大手予備校の代々木ゼミナール浜松校（現在は駿台予備校）を入居させた。また新館の上層階には遠州鉄道の本社事業本部が事務所を構えている。
また、浜松で品揃えが不足がちとされていた20 - 40代の若者向けをターゲットとして開業前から「endepa（エンデパ）メールclub」というメールマガジンを配布する会員組織を作ってアピールしたほか、2010年（平成22年）度に平日18万8223人、休日21万2946人と2001年（平成13年）度の約6割に歩行者通行量が落ち込んだ中心市街地活性化を担うものとして浜松市が内装工事費用を最大5億円補助する制度を適用すると共に浜松市立中央図書館駅前分室を入居させるなど支援を行い、8日のプレオープンから最初の週末となった13日までの6日間の20 - 30歳代の来店者数を前年同期比で2倍以上に伸ばし、開業初日の10万1000人を含めて6日間で37万人を集めた。
しかし開業初日が定休日と重なったことを理由に周辺の中心市街地の店舗が営業しなかったケースも多く、集客の波及効果があまり発揮されず、2012年（平成24年）2月に発表された静岡県西部市域しんきん経済研究所の買い物動向調査でも新館開業効果について36%が「駅前の一部だけが賑わっている」、29%が「以前と変わらない」、26%が「駅周辺に出かけていないのでわからない」と答えると報道されたほか、遠鉄百貨店自身もこうした中心市街地の集客力の低下や、近年の不況に伴う売れ筋商品低価格化を考慮して約210億円を投じて売り場面積が1.5倍に拡張するにもかかわらず、初年度売上目標を1.2倍強の400億円と低めに設定しており、中心市街地の活性化の難しさを浮き彫りになっている。なお、初年度売り上げは目標を1割程度下回る見通しであることが示されている。
静岡内初の出店となるグッチのほか、ティファニー・ルイ・ヴィトン（撤退）・フェンディ（撤退）・フェラガモ・ロエベ（撤退）・コーチ・トリーバーチ・ケイトスペード・マークジェイコブス・ロレックスなど、著名なブランドの店舗が多く入居している。

## 店舗施設
本館
1988年（昭和63年）9月14日開店。
建物は、貨物駅があった時代から当地を保有する中部貿易倉庫（三菱倉庫のグループ会社）が運営するテナントビル「中貿ビルディング」であり、JR浜松駅側出入り口からやや南側の地上付近にビル名札が取り付けられている。開業当時の売場面積は、17,300 m2であったが、1990年10月に増床し21300 m2になり、その後2001年に22,900 m2となった。
別館（UP-ON）（アップオン）
2004年（平成16年）4月開店。遠鉄トラベルやH&Mなどが入居。
新浜松駅ガード下。
新館
2011年（平成23年）11月9日開店。
フォルテ跡地に立地。延床面積40,200 m2、売場面積12,000 m2
元フォルテに存在したフォルテホールに代わり、8階に同規模のえんてつホールを備える。
9階に代々木ゼミナール浜松校が入っていたが、代ゼミの大幅なリストラにより2015年3月に撤退し、2015年4月からは駿台浜松校が入っている。
I・KO・I SQUARE（イ・コ・イ スクエア）
2011年（平成23年）11月9日開店。
本館と新館の連絡通路だが休憩所や催事場「ギャラリー・ロゼ」などが設置されている。

### 遠鉄マルシェ
新東名高速道路浜松SA（上下共）に立地。
遠鉄グループでは唯一manaca（エムアイシー）に加盟しておりmanacaと相互利用している各種ICカードが利用できる。そのためえんてつカードのえんてつポイントの他にミュースターポイントが貯まる。

## 沿革
- 1987年（昭和62年）4月1日 - 資本金4億8000万円を持って会社設立[証券 1][10]。
- 1988年（昭和62年）
  - 9月1日 - 株式会社遠鉄名店ビルを吸収合併[10]。
  - 9月14日 - 本館開店[10]。
  - 10月8日 - 遠鉄名店ビル全面改装オープン[10]。
- 1989年（平成元年）7月24日 - 遠鉄百貨店友の会を設立[10]。
- 1990年（平成2年）10月 - 店舗面積を17,300 m2から21,300 m2へ増床。
- 1997年（平成9年）
  - 3月20日 - 食料品コーナー全面改装[10]。
  - 7月1日 - 保険業務を遠州鉄道に業務移管[10]。
- 1998年（平成10年）10月8日 - 全館リニューアル 第1期グランドオープン[10]。
- 1999年（平成11年）3月24日 - 全館リニューアル 第2期グランドオープン[10]。
- 2002年（平成14年）3月27日 - 全館リニューアル 第3期グランドオープン[10]。
- 2004年（平成16年）
  - 4月1日 - 別館「UP-ON」開店[10]。
  - 9月1日 - 遠鉄田町ビル事業を遠州鉄道に吸収分割[6]。
- 2005年（平成17年）11月16日 - フォルテ1階に「コーチ浜松遠鉄」を開店[10]。
- 2006年（平成18年）4月5日 - 全館リニューアル 第4期グランドオープン[10]。
- 2009年（平成21年）
  - 3月1日 - 新POSレジ導入[6]。
  - 8月11日 - フォルテ跡に新商業ビル建設ビル及びギャラリーモール整備計画が発表された[11]。
- 2011年（平成23年）11月9日 - フォルテ跡に新館開業。開店記念Twitterキャンペーンを開始[12]。
- 2012年（平成24年）
  - 3月14日 - 本館リニューアルグランドオープン[10]。
  - 7月11日 - 次世代育成支援認定マーク（くるみん）取得[6]。
- 2013年（平成25年）11月9日 - 別館（UP-ON）内にH&M開店[13][14]。
- 2017年（平成29年）6月1日 - サービスエリア物品販売事業（遠鉄マルシェ）を遠州鉄道から吸収分割[10]。
- 2018年（平成30年）2月 - 4月 - 本館地下1階の生鮮売り場の14年ぶり改装などリニューアル実施[新聞 26]。
- 2019年（令和元年）9月～10月 - レストラン街と新館5階をリニューアル。炭焼きレストランさわやかや東急ハンズなどが新規出店[新聞 27]。
- 2021年（令和3年）9月17日 - ザザシティ浜松西館からユニクロ浜松店が移転、ユニクロ遠鉄百貨店として開店[新聞 28]。

## アクセス
本館・新館店舗の東側にはJR東海（東海道新幹線・東海道本線）浜松駅と浜松駅バスターミナル、西側には遠州鉄道（鉄道線）新浜松駅・別館UP-ONがある。
本館と新館の間は連絡通路「I・KO・I SQUARE」で、新浜松駅とは連絡橋で、バスターミナルとは地下通路でそれぞれ接続されている。
本館・新館から浜松駅や別館UP-ONとは地上において動線が確保されている。
別館UP-ONは新浜松駅の高架下に位置しているが、建物内での新浜松駅への移動はできず、新浜松駅へ行く場合も本館・新館へ行く場合もいったん建物を出る形となる。ただしいずれも屋根の下で移動できる。

## ギャラリー

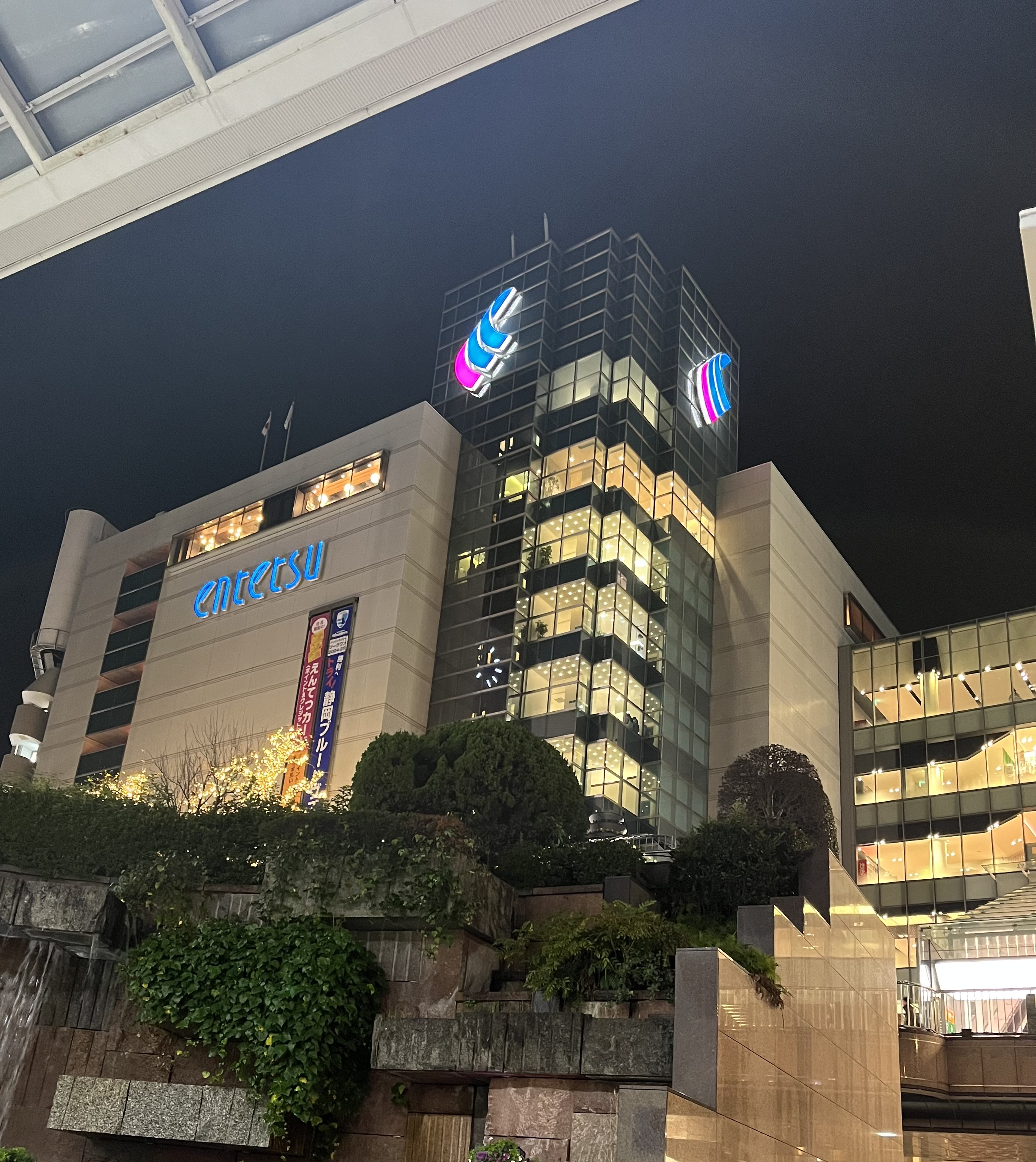
夜の遠鉄百貨店（2025年2月）